# Stazione di Varzo
La stazione di Varzo è una stazione ferroviaria della ferrovia Briga-Domodossola. Serve il centro abitato di Varzo, nella provincia del Verbano-Cusio-Ossola.

## Servizi
La gestione dell'impianto è affidata a Rete Ferroviaria Italiana, controllata del gruppo Ferrovie dello Stato, che lo classifica ai fini commerciali in categoria bronze.